# دهستان وارا
دهستان وارا (به لاتین: Vara Parish) یک دهستان در استونی است که در شهرستان تارتو واقع شده‌است.